# 月城ひまり
月城 ひまり（つきしろ ひまり、3月21日 - ）は、日本の女性アイドル。女性アイドルグループ・NECRONOMIDOLの元メンバー、イメージカラーは黒(加入から2021年11月迄丑満時色)。2022年4月より、ソロユニット「Isiliel(イシリエル)」として活動中。
爆音少女症候群の元メンバー。
IMPERIET IV所属。千葉県出身。

## 人物・エピソード
- 腰まで届くベリーロングの黒髪・姫カットがトレードマークで地下アイドル界でも屈指の長髪を誇る。
- NECRONOMIDOLにおいては「楽曲の歌詞の日本語を自然な形に直す事を担当している」と番組内で語った[1]。ソロユニットのIsiliel(イシリエル)では全曲で作詞を担当。
- ライブにおける自己紹介MCは「霊魂消滅しましょうか。二次元に生きる、月城ひまりです」。海外公演時は「Let the soul disappear. I'm Himari Tsukishiro. I love Japanese Animation」である。
- 2020年2月より、舞台「魔界」にペルセフォネ役で出演中[2]。舞台での役所は眼鏡を着用し魔剣を携えた女剣士、アクションもあり殺陣もこなす。
- 好きなキャラクターはミッフィーでグッズを収集している[3]。
- アニメやコミックが大好きであり、本人のTwitterやインスタグラムでは度々イベントなどに行っている様子がうかがえる[4]。
- 好きなアニメ作品はカードキャプターさくら[5]、輪るピングドラム、ギルティクラウン、日常等[6]。好きな漫画家はCLAMP、福山リョウコ、穂積、鬼頭莫宏、浅野いにお等[6]。
- 「二次元に生きる」の言葉通り、NECRONOMIDOLのイベント等でカラオケがあった場合にアニソンの選択が多い (アニメWORKING!! OP「COOLISH WALK」、テレビアニメ『PSYCHO-PASS』後期エンディングテーマ Egoist『All Alone With You』等)[7]
- 好きなアーティストは坂本真綾、人間椅子、ラムシュタイン、梅林太郎、キノコホテル、マリアンヌ東雲、凛として時雨、amazarashi、UNISON SQUARE GARDEN等。また所属グループの音楽性に沿ってかブラックメタルの重鎮であるエンペラーやバソリーも嗜んでいるとの事。
- 文豪(特に江戸川乱歩)を好む。(グループにちなんだ)クトゥルフ神話やステファン・グラビンスキも読んでいるとの事[6]。
- 「文章を書くことが なんとなく すき」[8]との事で、SNSではTwitter、LINE BLOG、Tumblrにそれぞれ投稿。初写真集「Dear Moonlight」、第二写真集「Dear Selene」にも長文の書き下ろしエッセーが収録されている[9]。
- 国外にファンが多くSNSにファンからの似顔絵やメッセージが数多く寄せられている。また本人も英語での情報発信を度々行っている。また、NECRONOMIDOLが国外ファン向けにかつて配信していた英語のストリーミング生番組「The Witching Hour」ではメンバーで唯一全ての回に出演した。
- 書道を嗜む。グループの「勅令 霊魂消滅」ステッカーやTシャツの文字は自身の筆による[10]。2017年9月のイベントでは横断幕に大きく「NECRONOMIDOL 百鬼夜行」と自筆した[11]。

## 略歴

### 2016年
- 7月、『メイクやファッションを参考にしているアイドルランキング！』（企画：UNIDOL実行委員会）の62位にランクイン。

- 7月、4月に医師より激しい運動禁止の診断を受けた為ライブ活動を休むことが発表されたが、7月の『爆音少女音楽会 Vol.2』より復帰。

- 11月20日、12月30日をもって、爆音少女症候群を脱退することがグループ公式Twitterで発表されファンから惜しむ声があがった[12]。

### 2017年
- 1月3日 NECRONOMIDOLへの加入が発表された[13]。

- 1月5日、グループ加入お披露目単独公演「《A New Dark Age Dawns》」を目黒鹿鳴館で開催。加入決定からライブまでの期間が短かかったにも関わらず十五曲[14]を披露し、後のトークイベントやライブMCで「最も印象に残るライブの一つ」と回想。

- 3月18日〜19日、NECRONOMIDOLタイ王国ツアー「RE-ANIMATION THAILAND」に帯同、完走。自身初となる海外遠征であった。

- 4月2日、「現世の月 夜の夢は丑満時色 〜NECRONOMIDOL月城ひまり生誕祭」(青山月見ル君想フ)を開催[15]。

- 7月1日〜7日 NECRONOMIDOL欧州ツアーに帯同、完走。イタリア・イギリス・フランスの三カ国を巡る。

- 7月16日、渋谷のラジオの番組、「渋谷のサンデー」に出演 (共演:瑳里)。[16]

- 7月18日、「君のひとみは10000ボルト」開催 (スナックしろくま)。福山タク氏の一日店長イベントにゲスト参加[17]。

- 9月14日、FM NACK5「ラジオのアナ」に出演 (共演:瑳里)。

- 9月26日、RADIO BERRY FM栃木「ギュウゾウと里咲りさのアイドル☆パンチ! 」に出演 (共演:柿崎李咲)。

- 9月30日、NECRONOMIDOL「SCREAMING FOR VENGEANCE」ONE MAN TOUR 2017 (恵比寿リキッドルーム) 。

- 11月16日、「月城ひまり1日店長 / 君のひとみは10000ボルト 第3回」 (スナックしろくま)。[18]。

- 12月15日〜22日、NECRONOMIDOLでは初となる米国遠征に帯同、完走。ロサンゼルス、ポートランド、シアトル、サンフランシスコ4都市を車で一週間で巡る弾丸ツアーであった。特にロサンゼルスでは現地の有名ライブハウス、ウィスキー・ア・ゴーゴーでバンドセットでのライブを敢行。

### 2018年
- 4月2日、月城ひまり生誕祭2018「A NEW DARK AGE DAWNS -Q-」(目黒鹿鳴館)開催[19]。

- 6月4日〜16日、NECRONOMIDOL欧州ツアー2018に帯同、完走。フランス、イギリス、オランダと3カ国7会場で公演を行った。

- 9月5日〜7日、米国ポートランド市にて開催された「H.P. Lovecraft Film Festival」にNECRONOMIDOLが招聘され出演[20]。

- 10月15日〜2019年3月11日、NECRONOMIDOLの英語圏向けストリーミング生番組「The Witching Hour」放送。司会はタイムボム、ぷらんくしょんのラティーン。原則隔週で放送され、メンバーで唯一その全ての回に出演。

- 10月20日、エッセイ集「わすれたくないこと」を発行(会場・通販限定)。Tumblrでの初期の投稿をまとめたフォトブック[21]。

- 11月9日〜11日、米国東海岸ツアー。ニューヨークとフィラデルフィアで3公演を開催。おやすみホログラムとの共演。

- 11月28日、渋谷クロスFM 「第11回「爆裂女子の爆裂トーーーーク！！！！」」に出演（共演:柿崎李咲）。

- 12月9日、まんだらけ アイドル番外地ウェブページに「単独インタビュー 月城ひまり まんだらけ」が掲載される[22]。

### 2019年
- 3月13日、まんだらけ中野店なんやにて「月城ひまり一日店長」イベントを開催。本人のおすすめ作品にちなんだコミックやアイテム、オリジナルグッズが陳列・販売された。イベントでは店員の制服である赤のエプロンを着用して接客を行った[23]。

- 4月1日、「月城ひまり生誕祭 2019 〜たとえばリンゴが手に落ちるように〜」開催 (渋谷Chelsea Hotel)。自身がリードを務める楽曲「SARNATH」の再録版CD-Rが会場限定で発売された。

- 4月17日、「月城ひまりスナックしろくま一日店長〜アフターバースデー＆4/30ワンマン宣伝〜」を2部制で開催。

- 4月24日、BSテレビ東京「ワタシが日本に住む理由」放送。NECRONOMIDOLプロデューサー、リチャード・ウィルソン氏がフィーチャーされ、ライブの様子、楽屋裏や練習風景の映像が流れたがその中でグループの楽曲等についての発言が取り上げられた[24]。

- 6月2日、渋谷LOFT×アイドルマガジン「IDOL FILE」サイン会にグループとして参加 (渋谷ロフト)

- 7月11日〜29日、NECRONOMIDOL欧州ツアー2019「EU INQUISITION」に帯同、完走。フランス・イギリス・オランダ・フィンランド・ドイツ・スウェーデンと6カ国計10ステージのロングツアーとなる。ツアー後に写真集の撮影の為スロバキアのチェイテ城を訪れている。

- 8月23日、倉林和泉写真展「Genes」開催記念イベント (代田橋「茶割ダイナー ドゥ ザ ブギー」)[25]。写真展では自身がモデルを務めた写真7点が展示された。

- 9月27日〜10月5日、写真展「MONOTONE CLASSY IDOL PHOTO EXHIBITION」 (銀座ロフト)にモデルとして参加[26]。額装された写真及びオリジナルグッズ類が会場限定販売となる。

- 10月16日〜29日、写真展「MONOTONE CLASSY IDOL PHOTO EXHIBITION」 (大丸梅田店、上記イベントの大阪開催)

- 11月1日、月城ひまり初写真集「DEAR MOONLIGHT」がIdol Underworldより発売。英訳版を含む書き下ろしのロングエッセーを収録[27]。

- 11月1日〜10日、写真展『90's FASHION -IDOL FILE PHOTO EXHIBITION-』 (梅田ロフト)にモデルとして参加。額装写真及び会場限定グッズが展示・販売される[28]。

- 11月2日、「東雲ママソロデビュー祝賀の宴」(新宿NAKED LOFT)にゲスト出演。"あこがれの人"でグループに楽曲提供している キノコホテル支配人、マリアンヌ東雲[29]とソロデビュー盤「MOOD ADJUSTER」[30]の聴き所の解説等を交えながら2時間程のトーク。最後には戸川純「蛹化の女」をデュエットした[31]。

- 11月2日〜8日、初写真集「Dear Moonlight」リリース記念写真展開催(タコシェ 中野ブロードウェイ)。写真集からの写真10点がサイン入りの額装で販売となる[32][33]

- 11月5日、初写真集「Dear Moonlight」リリース記念サイン会が開催された(タコシェ 中野ブロードウェイ)[34]。

- 11月15日〜25日、写真展『90's FASHION -IDOL FILE PHOTO EXHIBITION-』 (渋谷ロフト、上述イベントの東京開催)

- 12月20日、「きまぐれスナック 零ひま」第一回開催 (まんだらけ中野店マンダレイスタジオ)[35]。公私ともに仲の良いパンクバンド、ナックルチワワ Vo.のしばくぞ零ちゃん (@BOSS_reichan) - X（旧Twitter）とのコラボトークイベントでチケットは完売となった。

### 2020年
- 1月14日〜28日、写真展『90's FASHION -IDOL FILE PHOTO EXHIBITION-』 (ロフト名古屋、上述イベントの名古屋開催)

- 2月13日、舞台 魔界 第67回 〜紫の炎Burn〜に「謎の女」役で出演。白のエナメルスーツに身を包み、劇中ではエピローグに登場、冥界軍を裏切った高山右近を魔剣で粛清した[36]。

- 3月16日、NECRONOMIDOLから柿崎李咲、今泉怜、みしぇるが脱退。本人はグループを続ける事を表明した[37]。

- 3月27日、舞台 魔界 第68回「〜天国への階段 Stairway To Heaven〜」に出演。正式な役名が「ペルセフォネ」であることが明らかになった。「冥界第三帝国の師団長」[38]でASHの義理の姉。

- 4月23日、「ずっとやりたかった」[39]コスプレを初披露、FF IIVのティファ・ロックハート役であった。グループ加入後コスプレを披露するのは初。

- 4月24日、舞台 魔界 第69回 〜嵐の使者 Stormbringer〜に出演予定であったが、新型コロナウィルスの流行により2020年6月以降に開催延期となった。第69回公演のポスターではメインビジュアルに起用されている[40]。

- 5月1日、NECRONOMIDOLが新メンバー三名を迎え2020年6月からの活動再開予定であることが公式ツイッターで発表された[41]。

- 5月27日、「ペルセフォネ」役で出演中の【魔界】 の新企画「Ranpo'z」で水先案内人として映像出演する事が魔界公式ツイッターで発表された。自身も敬愛する江戸川乱歩の名作をオーディオドラマで表現する企画[42]。

- 6月5日、NECRONOMIDOL新体制初ライブ「resurrection | blood」が新宿ロフトで開催される。グループとしての活動が再開に。同時に新衣装が披露されたが(加入時の衣装の特徴だった)和装を取り入れた黒の衣装であった。「(要望を)担当者とセッションした」とは同日開催のオンラインチェキ会での談。

- 6月12日、【魔界】 Projectによるオーディオドラマ「Ranpo'z」の中編が公開された[43]。

- 7月6日、キノコホテルとNECRONOMIDOLの2マンライブが無観客配信で新宿LOFTにて開催。マリアンヌ東雲のソロ作品発売記念イベント以来の共演となった。クローズナンバーは同イベントでデュエットした戸川純「蛹化の女」。本イベントではNECRONOMIDOLとマリアンヌ東雲のコラボが実現。

- 7月14日、【魔界】Projectによるオーディオドラマ「Ranpo'z」の最終話がVRで生放送配信された。VR空間に3Dキャラクターのペルセフォネとして登場[44]。また放送内で同作品がDVD化される事が発表に。
- 7月19日、中野ブロードウェイ まんだらけ中野店本店にて企画「推しの推しコミっ」に参加。「推し」コミックを自筆のPOPで応援する企画で、選択した作品はCLAMP「カードキャプターさくら」であった[45]。

- 8月2日、第二写真集「Dear Selene」の発売を発表。

- 8月11日、中野ブロードウェイ タコシェにて第二写真集「Dear Selene」発売記念のサイン会を開催。同日タコシェでは写真集の発売を記念した写真展も開催中であった。

- 8月30日、【魔界】 Project公演「魔界Neo文庫シリーズ第二弾/Bloods」にペルセフォネ役で出演。

- 9月23日、NECRONOMIDOLワンマン公演、「higan」が東京キネマ倶楽部で開催。通常ライブの中に演劇を挟む趣向となり、演劇パートでは「聖 天壊亡黎蘇学園 三年生 月城ひまり」役を演じた。

- 10月13日、11月13日に発売となる「Idol File vol. 19　Lolita&Gothic」に掲載と発表。銀座ロフト、梅田ロフト、ロフト名古屋で写真展が開催に。

- 11月17日、伊藤潤二「うずまき」の五島桐絵のコスプレ写真を公開。Twitterではファンからその再現性の高さに驚きの声が上がった。

- 11月25日、「Idol File vol. 19　Lolita&Gothic」発売記念サイン会を秋葉原書泉ブックタワーで開催。

- 12月20日、【魔界】 ProjectのVRシリーズ、「360° MAKAI VR episode.10 Underworld」にペルセフォネ役で出演。激しいアクションを披露。

- 12月27日、【魔界】 ProjectのVRシリーズ、「360° MAKAI VR episode.12 Crush」にペルセフォネ役で出演

### 2021年
- 1月14・15日、月城ひまり NECRONOMIDOL加入四周年記念ライブ、「生存戦略2021」を目黒鹿鳴館で連日開催。ライブでは自身が出演中の舞台、【魔界】の前年８月以来となる特別公演も組まれた。

- 3月3日、本年は無料配信イベントとなった新宿ロフト企画「雌猫乱心! 戦慄の雛祭り」で、グループがアーバンギャルドの浜崎容子・キノコホテルのマリアンヌ東雲と共演を果たす。トークコーナーでは浜崎容子・マリアンヌ東雲と三つ巴のトークが展開された。浜崎容子からグループへの楽曲提供の話題等で盛り上がりを見せる。

- 3月7日、自身が参加したギュウ農フェス応援ソング「Arise-それぞれの場所へ-」のMVが公開。

- 3月21日、実際の誕生日でもあったこの日に生誕祭ライブ「シン・生存戦略2021」 を渋谷Cycloneで開催。共演グループは電影と少年CQ、SPARK SPEAKER、sui sui。同日、Twitterで海外のファンから「#月城ひまり誕生日2021」のハッシュタグの元、数多くの祝福メッセージが寄せられた。

- 3月24日、NECRONOMIDOLから流川慈綺が脱退、兎蛇髏亞が活動休止、神乃菜愛が手術の為入院と発表される。グループは新メンバーを迎え５月頭に活動再開予定であり、その間も自身は活動を続けることが明らかとなった。

- 6月29日、アニメ、キルラキルの鬼龍院皐月のコスプレを披露[46]。

- 10月6日、NECRONOMIDOL公式Twitterでソロデビューすることが発表された。楽曲は米ダークフォークユニット、King Dudeが、ビジュアルはロープアーティストのHajime Kinokoが担当、同日ビジュアルが公開[47]。

- 10月9日、下北沢Flowers Loftでの主催ライブ「invocation vol.4」(共演: Broken By The Scream)にてソロデビュー。「Love Is Not A Game」(米ダークフォークユニット、King Dudeプロデュースによるデュエット曲)、「たとえばぼくが死んだら」(森田童子カバー)の二曲を披露。

- 10月15日〜31日、NECRONOMIDOL欧州ツアー「cursebreaker2021」(全8公演、イギリス・スウェーデン・フランス・ドイツ)にて、ソロとしてオープニングアクトを務める。本ツアーではデビューライブでの2曲に加え、「蛹化(むし)の女」(戸川純カバー)を新たに披露。

- 11月13日 凱旋公演「SAMHAIN 2021」(於 渋谷Cyclone)。公演直前に他メンバーが新型コロナ感染症の影響で出演不可となり、急遽、月城ひまり単独公演に変更となる。自身のソロ曲に加えグループ曲三曲を独唱[48]。

- 12月24日 まんだらけのコラボ企画、「ウチらのデコチェキ展」に店舗推薦で参加

### 2022年
- 1月5日 NECRONOMIDOL加入五周年
- 2月4日 舞台 魔界 Genesis ReBOOTに「ペルセフォネ」役で出演。衣装が刷新され準主役級の役回りをこなす
- 3月21日 生誕祭ライブ「生存戦略・月」を大阪・南堀江SOCORE FACTORYで開催
- 4月6日 Twitterのフォロワー数が1万人を超える
- 4月13日 ソロユニット「Isiliel (イシリエル)」として4/16から活動を開始することが明らかになった。ユニットでは自ら作詞を担当[49]
- 4月16日 生誕祭ライブ「生存戦略・陽」を東京・赤羽ReNY alphaで開催。ソロユニット「Isiliel」の初ステージではオリジナル曲3曲を披露。また、会場では2021年秋に行われた欧州ツアーでの撮り下ろし写真集「Dear World」が数量限定発売となった
- 4月21日 ソロユニット「Isiliel (イシリエル)」の楽曲、「生存戦略」をサブスク配信開始
- 5月13日 舞台 魔界 第69回「BLACK NIGHT」にペルセフォネ役で出演
- 6月10日 ソロユニット「Isiliel (イシリエル)」として初となる主催ライブを下北沢FLOWERS LOFTで開催。共演はカナミル(おやすみホログラム)、和田輪(元 Maison book girl)、DEATHRO
- 6月21日 ソロユニット「Isiliel (イシリエル)」の楽曲、「光明生死」をサブスク配信開始
- 7月15日 舞台  魔界第70回「FIRE BALL」にペルセフォネ役で出演
- 7月17日 Isilielとしての初のMV、「生存戦略」を公開
- 7月20-31日 所属グループであるNECRONOMIDOLの欧州ツアー。ソロユニットのIsilielとしてもステージに立ち、特にスウェーデン公演ではソロでの単独公演の予定
- 9月15日 舞台  魔界第71回「〜Stormbringer〜」にペルセフォネ役で出演。

## 出演

### 舞台・ミュージカル
- PUPA舞台『イツツメキセツ（TACCS1179、2015年7月15日）[50]
- 阿佐ヶ谷家劇場『秋ノ月夜ハ闇深イ』（2016年10月25日）

- 【魔界】 
  - 【魔界】第67回「〜紫の炎Burn〜」(なかのZERO小ホール、2020年2月13日) -「謎の女」役
  - 【魔界】第68回「〜Stairway to Heaven〜」(なかのZERO小ホール、2020年3月27日) -「ペルセフォネ」役
  - 【魔界】  第69回「〜嵐を呼ぶ者 Stormbringer〜」(なかのZERO小ホール、2020年4月24日) →中止
  - 【魔界】NEO文庫シリーズ第二弾「BLOODS」(かめありリリオホール、2020年8月30日) -「ペルセフォネ」役
  - 【魔界】 スペシャルパフォーマンス「ペルセフォネ闇に征く」(目黒鹿鳴館、2021年1月14日) -「ペルセフォネ」役
  - 【魔界】MAKAI Presents GENESIS〜ReBOOT(かめありリリオホール、2022年2月4日) -「ペルセフォネ」役
  - 【魔界】第69回 「BLACK NIGHT」 (かめありリリオホール、2022年5月13日) -「ペルセフォネ」役
  - 【魔界】第70回 「FIRE BALL」 (なかのZERO小ホール、2022年7月15日) -「ペルセフォネ」役
  - 【VR魔界】「360° MAKAI VR episode.10 Underworld」 (VR映像作品、2020年12月20日) -「ペルセフォネ」役
  - 【VR魔界】「360° MAKAI VR episode.12 Crush」 (VR映像作品、2020年12月27日) -「ペルセフォネ」役

### ランウェイ
- 『TK state×paracas collection chapter14』（2014年、青山Velours）
- Next Gate Collection（2015年、ZEPP TOKYO）

### 写真展
- 倉林和泉写真展「Genes」(2019年8月17日〜25日、代田橋 茶割ダイナー ドゥ ザ ブギー)
- 「MONOTONE CLASSY IDOL PHOTO EXHIBITION」(2019年9月27日〜10月5日、銀座ロフト・2019年10月16日〜29日、大丸梅田店)
- 「90's FASHION -IDOL FILE PHOTO EXHIBITION-」(2019年11月1日〜10日、梅田ロフト・2019年11月15日〜25日、渋谷ロフト・2020年1月14日〜28日、ロフト名古屋)
- NECRONOMIDOL 月城ひまり写真集「Dear Moonlight」リリース記念写真展 (2019年11月2日〜8日、タコシェ中野ブロードウェイ)
- NECRONOMIDOL 月城ひまり写真集「Dear Selene」リリース記念写真展 (2020年8月8日〜14日、タコシェ中野ブロードウェイ)
- 「IDOL FILE Vol.19 LOLITA＆GOTHIC PHOTO EXHIBITION」(2020年11月13日〜23日、銀座ロフト・2020年12月2日〜13日、梅田ロフト・2020年12月23日〜2021年1月11日、ロフト名古屋)

### CM
- 「ミニデリシャス」（セガトイズ）

### ラジオ
NECRONOMIDOL加入後の出演歴は「NECRONOMIDOL#メンバー」を参照
- Ninja大和（FM YAMATO 77.7MHz、2016年1月31日）

### オーディオドラマ
- Ranpo'z〜二銭銅貨（上）〜ペルセフォネと共に - YouTube (MAKAI PROJECT, 2020年5月29日) - 水先案内人・ペルセフォネ 役
  - Ranpo'z〜二銭銅貨（中）〜ペルセフォネと共に - YouTube (MAKAI PROJECT, 2020年6月12日)
  - 【7月14日22時～生放送】Ranpo'z〜二銭銅貨(下)〜 バーチャルSNS｢cluster｣で視聴会 - YouTube

### トークイベント
- 「スナック東雲」ゲスト出演。キノコホテル マリアンヌ東雲 ソロデビュー記念トークイベント (2019年11月2日、新宿Naked Loft)
- 「ラララ劇場 Vol 8」ゲスト出演。めろん畑 a Go Goの中村ソゼによる定期トークイベント (2022年2月10日、新宿Rock Cafe Loft)

### Music Video
- 生存戦略 - YouTube

### VR動画
- 360° MAKAI VR episode.10〜Underworld（秀頼、ペルセフォネと戦う。） - YouTube (MAKAI PROJECT, 2020年12月20日) - 「ペルセフォネ」役
- 360° MAKAI VR episode.12〜Crush（ペルセフォネ、晴明と対峙する。） - YouTube (MAKAI PROJECT, 2020年12月27日) - 「ペルセフォネ」役

### WEB番組
- 爆阿弥捜査一課 - YouTube（北参道放送局、2015年6月5日-7月4日 毎月第１土曜14:30-15:30）- トーク
- ライブアイドル名鑑（AmebaFRESH!、2016年2月27日）- ゲスト、トーク
- 爆✙診療病棟22時（AmebaFRESH!、2016年4月10日-7月31日　毎週日曜日22:00-23:00）- トーク
- ライブアイドル名鑑（AmebaFRESH!、2016年4月16日-7月30日　毎週土曜日22:00-23:00）
- The Witching Hour (Youtube NECRONOMIDOL公式チャンネル、2018年10月15日-2019年3月11日)

## ディスコグラフィー

### シングル
| # | 発売日         | タイトル               | 備考                                                     |
| - | -------------- | ---------------------- | -------------------------------------------------------- |
| 1 | 2019年4月1日   | SARNATH (再録版)       | 生誕祭会場限定CD-R。ジャケ写は月城ひまり撮影             |
| 2 | 2022年4月21日  | 生存戦略 (Isiliel名義) | 作詞: 月城ひまり 作曲: NARASAKI (Coaltar of the Deepers) |
| 3 | リリース日未定 | 月へ (Isiliel名義)     | 作詞: 月城ひまり 作曲: King Dude                         |
| 4 | 2022年6月21日  | 光明生死 (Isiliel名義) | 作詞: 月城ひまり 作曲: Nicholai Hovland                  |
| 5 | リリース日未定 | 不死法式 (Isiliel名義) | 作詞: 月城ひまり 作曲: 福山タク                          |
| 6 | リリース日未定 | 浄土独唱 (Isiliel名義) | 作詞: 月城ひまり 作曲: Nicholai Hovland                  |
| 7 | リリース日未定 | 月蝕戦歌 (Isiliel名義) | 作詞: 月城ひまり 作曲: Nicholai Hovland                  |

## 書籍
- 「わすれたくないこと」 (2018年10月20日、エッセー集。ライブ会場及び通販限定)
- 月城ひまり初写真集「Dear Moonlight」(2019年11月1日、Idol Underworld) 書き下ろしのエッセーを収録(日本語・英語併記)
- 別冊IDOL FILE MONOTONE CLASSY IDOL Vol.02 (2019年10月11日、シンコーミュージック・エンタテイメント)
- IDOL FILE Vol.17 90's FASHION（2019年11月1日、シンコーミュージック・エンタテイメント)
- 月城ひまり写真集「Dear Selene」(2020年8月9日、IMPERIET IV) 書き下ろしのエッセーを収録(日本語・英語併記)
- IDOL FILE Vol.19 LOLITA & GOTHIC（2020年11月13日、シンコーミュージック・エンタテイメント)
- 「わすれたくないこと」 (2022年1月、エッセー集。通販限定)
- 月城ひまり写真集「Dear World」撮影: Olivier Lemarchand (2022年4月16日、IMPERIET IV) 2021年秋の欧州ツアーでの撮り下ろし写真集、100冊限定